# 春立駅
春立駅（はるたちえき）は、北海道（日高振興局）日高郡新ひだか町静内春立にあった、北海道旅客鉄道（JR北海道）日高本線の駅（廃駅）である。電報略号はハル。事務管理コードは▲132216。

## 歴史

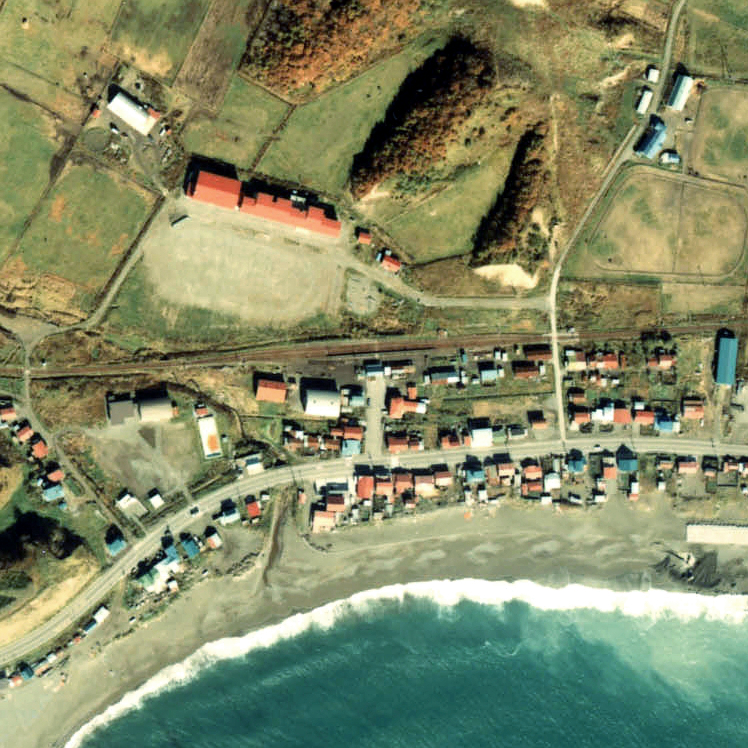
1978年の春立駅と周囲約500m範囲。右が様似方面。上り線側が直線となる片開分岐の相対式ホーム2面2線、駅舎横の苫小牧側の貨物積卸場へ引込み線を有する。

- 1933年（昭和8年）12月15日：国有鉄道日高線静内駅 - 日高三石駅間延伸開通に伴い開業[1]。一般駅[1]。
- 1943年（昭和18年）11月1日：線路名を日高本線に改称、それに伴い同線の駅となる。
- 1977年（昭和52年）2月1日：貨物・荷物取扱い廃止[3]。同時に出札・改札業務を停止し旅客業務について無人（簡易委託）化[4][5]。列車交換設備を有し、運転要員は継続配置。
- 時期不詳[注 1]：交換設備廃止、運転要員無人化。
- 1987年（昭和62年）
  - 4月1日：国鉄分割民営化に伴い、北海道旅客鉄道（JR北海道）の駅となる[1]。
  - 月日不詳：貨車駅舎に改築[6]。
- 時期不詳[注 2]：簡易委託廃止、完全無人化。
- 1996年（平成8年）2月末：駅舎改築[7]。
- 2015年（平成27年）
  - 1月8日：厚賀駅 - 大狩部駅間の高波被害により列車の運行を休止[JR北 2]。
  - 1月27日：静内駅 - 様似駅間で列車の運行を再開[JR北 3]。
  - 2月28日：厚賀駅 - 大狩部駅間の土砂流出により再び列車の運行を休止[JR北 4]。
  - 4月29日：代行バスの乗降場所を国道235号上に移設[JR北 5]。
- 2021年（令和3年）4月1日：鵡川駅 - 様似駅間の廃止に伴い、廃駅となる[JR北 1][運輸局 1]。

### 駅名の由来
当駅の所在する地名より。地名は、アイヌ語の「ハルタウㇱナイ（haru-ta-us-nay）」（食料を・採る〔掘る〕・いつもする・沢）に由来する。

## 駅構造
単式ホーム1面1線を有した地上駅だった。ホームは線路の南側（様似方面に向かって右手側）に存在した。転轍機を持たない棒線駅となっていた。かつては相対式ホーム2面2線を有する列車交換可能な交換駅であった。駅舎側が上りの1番線、駅舎と反対側が下りの2番線となっていた。互いのホームは駅舎側ホーム中央部分と対向側ホーム中央部分を結んだ構内踏切で連絡していた。使われなくなった旧下り線は1993年（平成5年）6月までに撤去された。そのほか1983年（昭和58年）4月時点では1番線の苫小牧方から分岐し駅舎西側部分へ至る行き止まりの側線を1線有していた（この時点で転轍機と終点部分の中間辺りに車止めが設置されていた）。
静内駅が管理していた無人駅だった。駅舎は構内の南側に位置しホームとは通路で連絡していた。有人駅時代の駅舎は改築され、有蓋車改造の貨車駅舎を経て、1996年（平成8年）に改築され、木造で外壁にサイディングボードを張った現駅舎が建築されていた。正面から見て駅舎右隣に駅名標が設置されていた。駅舎左隣に別棟で身体障害者専用部分も備えたコンクリート造りのトイレ棟を有した。ホームは砂利敷きとなっていた。

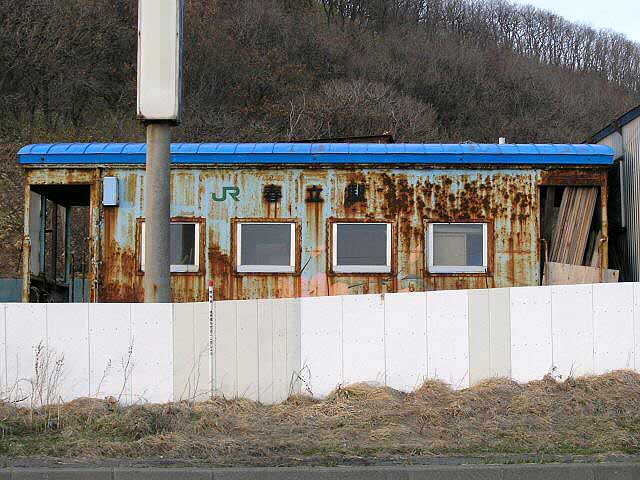
旧駅舎 建設会社の資材置場になっている。（2005年4月）
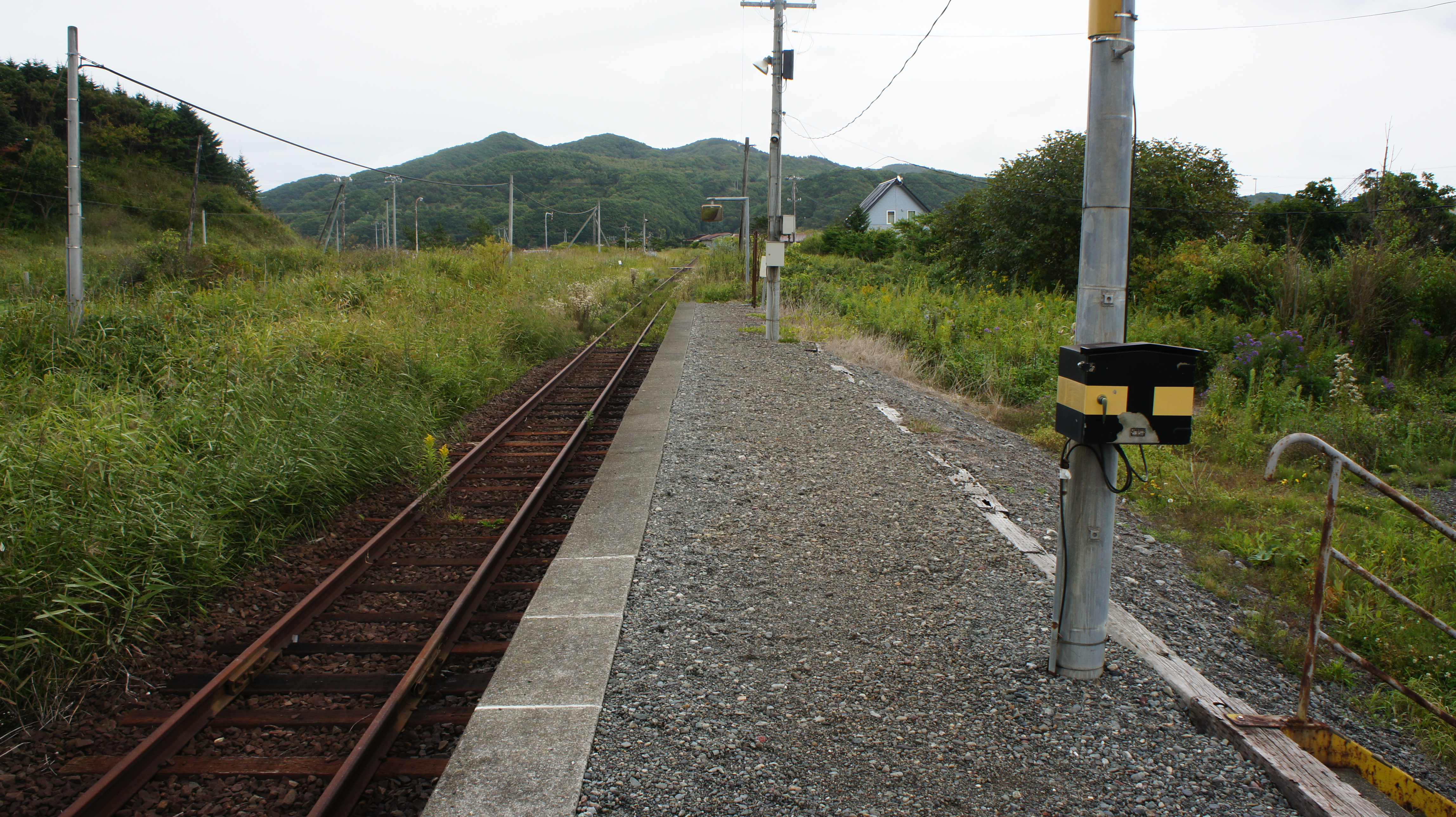
ホーム（2017年9月）
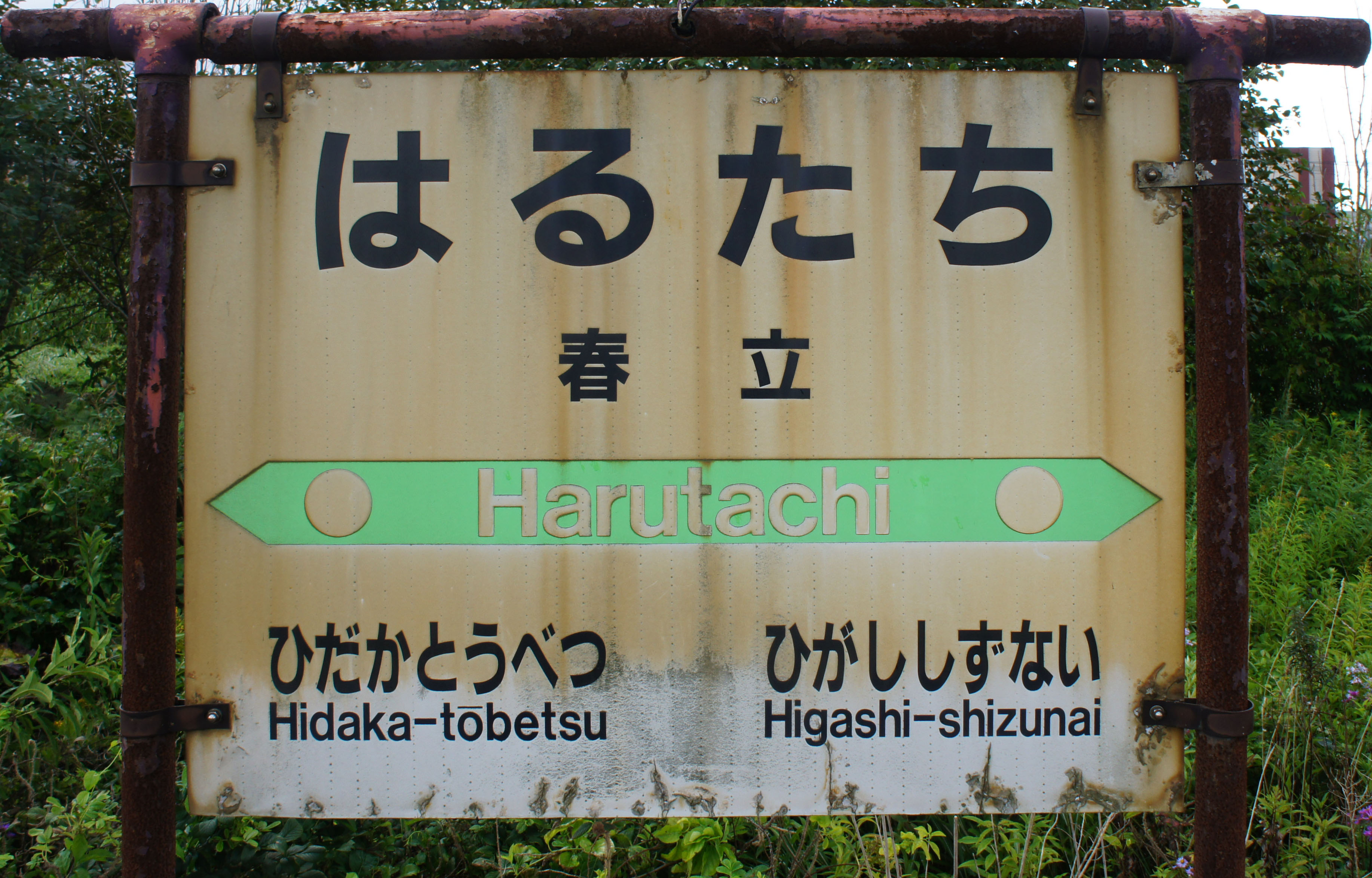
駅名標（2017年9月）

## 利用状況
乗車人員の推移は以下のとおり。年間の値のみ判明している年については、当該年度の日数で除した値を括弧書きで1日平均欄に示す。乗降人員のみが判明している場合は、1/2した値を括弧書きで記した。また、「JR調査」については、当該の年度を最終年とする過去の各調査日における平均である。当駅についてはバス代行期間が存在するため、一部でバスと列車が別集計となっているほか、各年で集計期間が異なる。備考も参照。
| 年度               | 乗車人員 | 乗車人員 | 乗車人員 | 乗車人員 | 出典        | 備考                                                        |
| 年度               | 年間     | 1日平均  | JR調査   | JR調査   | 出典        | 備考                                                        |
| 年度               | 年間     | 1日平均  | 列車     | 代行バス | 出典        | 備考                                                        |
| ------------------ | -------- | -------- | -------- | -------- | ----------- | ----------------------------------------------------------- |
| 1981年（昭和56年） |          | (15.5)   |          |          | [ 10 ]      | 1日乗降人員：31                                             |
| 1992年（平成04年） |          | (24.0)   |          |          | [ 6 ]       | 1日乗降人員：48                                             |
| 2014年（平成26年） |          |          | 8        |          | [ JR北 6 ]  | 当年の列車は単年の値。                                      |
| 2017年（平成29年） |          |          |          | 4        | [ JR北 7 ]  | 2015年度末から鵡川 - 様似間バス代行。当年のバスは単年の値。 |
| 2018年（平成30年） |          |          |          | 3.5      | [ JR北 8 ]  | 代行バスの値は過去2年平均                                   |
| 2019年（令和元年） |          |          |          | 4.0      | [ JR北 9 ]  | 代行バスの値は過去3年平均                                   |
| 2020年（令和02年） |          |          |          | 4.8      | [ JR北 10 ] | 代行バスの値は過去4年平均                                   |

## 駅周辺
- 北海道道796号西端春立線
- 国道235号
- 静内警察署春立駐在所
- 春立郵便局
- ひだか漁業協同組合本所
- 新ひだか町立春立小学校（廃校）
- 春立漁港[11]
- 春立海岸 - 駅から西に約0.5km[10]。
- 布辻（ぶし）川
- 道南バス「春立」停留所

## 隣の駅
北海道旅客鉄道（JR北海道）
日高本線
東静内駅 - 春立駅 - 日高東別駅